# Уно фон Тройль

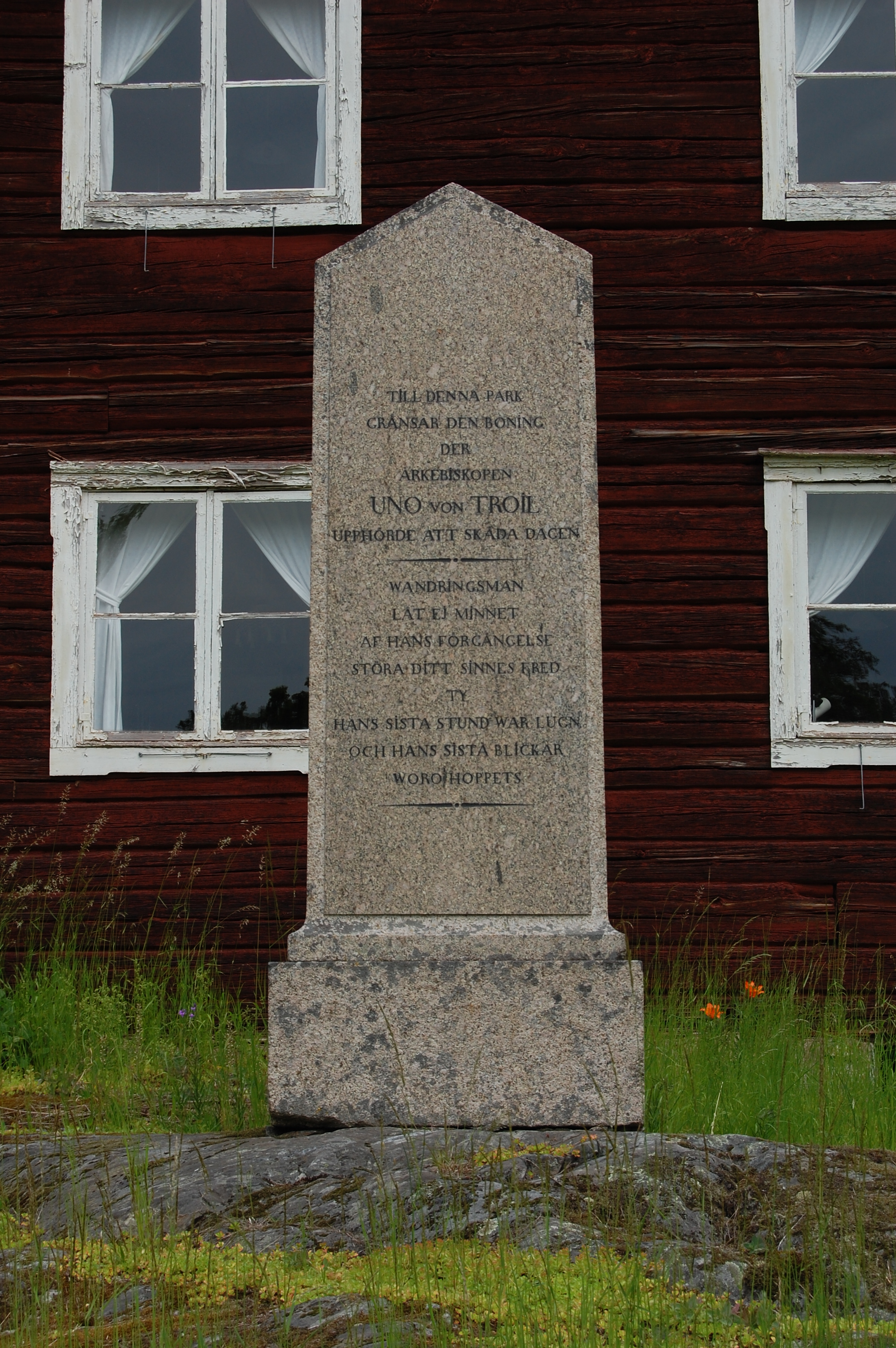
Меморіальний камінь для Уно фон Тройля на курорті «Сатра брунн», що розташований за «Новою будівлею» (Nybygget), з написом шведською: "У цьому парку, що межує з житлом, перестав бачити день архієпископ Уно фон Тройль. Мандрівник, не дозволяйте пам'яті про його минуле порушити ваш спокій, тому його останній момент був спокійний, а його останній погляд був сповнений надії"(перекладається приблизно з шведської статті)

Уно фон Тройль (24 лютого 1746, Стокгольм — 27 липня 1803, Sätrabrunn) — архієпископ Уппсальський (1786—1803), син Самуїла Тройля, єпископа Вестероської єпархії, який згодом став архієпископом .

## Біографія
Уно фон Тройль народився 24 лютого 1746 року у місті Стокгольм.
Сучасники відмічали його прагнення навчатися і хист до цього. Саме тому він відвідав Нідерланди та Ісландію, навчався у Геттінгені, а після повернення прийняв сан священика 1773 році.
1775 році він був призначений придворним капеланом .

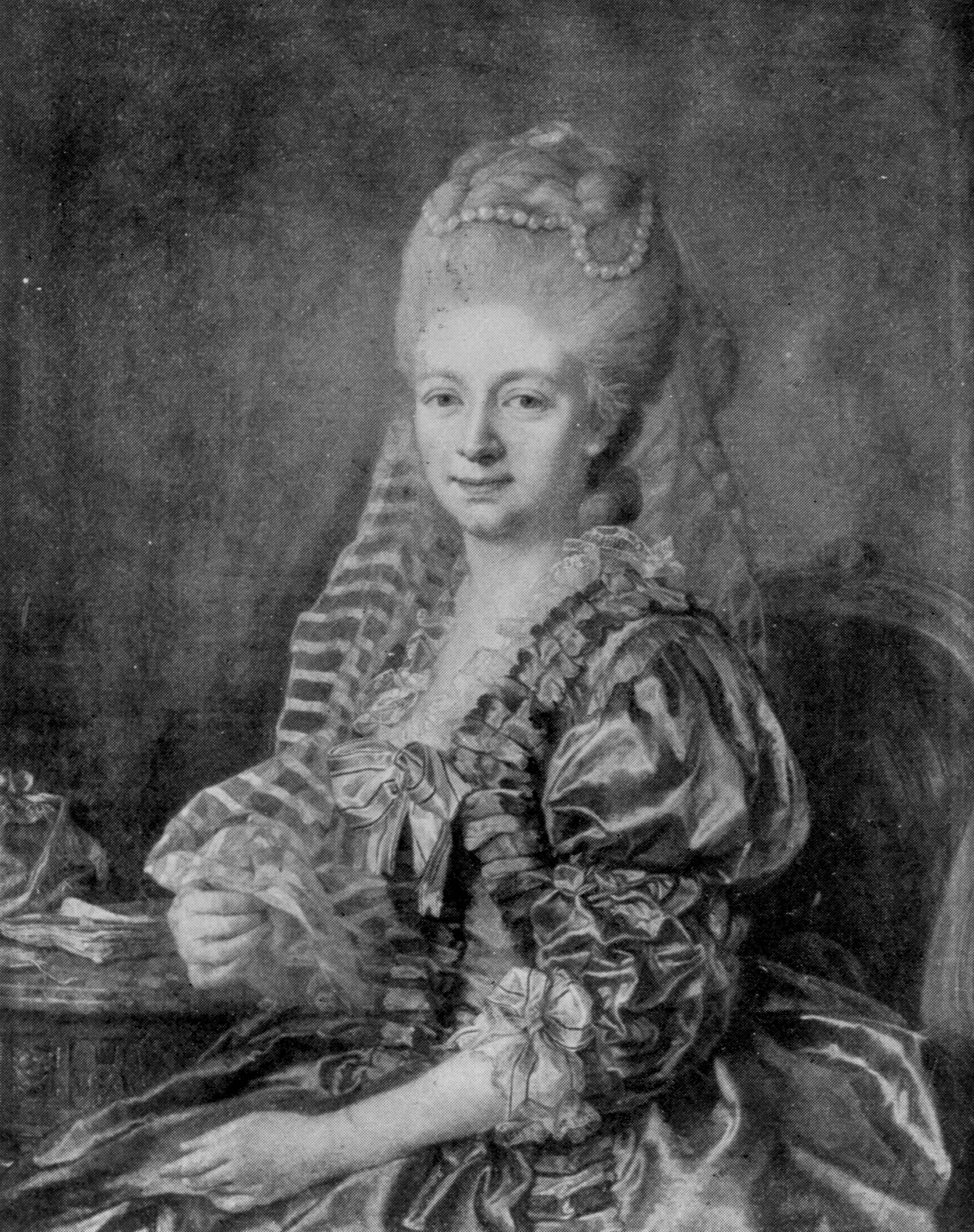
Дружина Уно фон Тройля Магдалена

Він одружився 1776 році на Магдалені Єлизаветі Терсмеден (1753-1794). У шлюбі народилося десять дітей.
1778 році Уно фон Тройль став вікарієм Сторкриканської церкви в Стокгольмі. 1780 році його освятив єпископ Лінчепінг.
Його призначили архієпископом 1786 року, коли йому виповнилося 40 років.
Уно фон Тройль обіймав посаду речника духовенства в Риксдагу Сходу до 1803 року.
Також він також був членом кількох наукових товариств і займався благодійною діяльністю упродовж всього життя. 20 травня 1786 він став почесним членом Королівського інституту літератури, історії та давнини.
Він помер 27 липня 1803, Sätrabrunn і був похований на уппсальському кладовищі.

## Нагороди
- командор Ордену Полярної зірки